# 34288 Bevindaglen
34288 Bevindaglen è un asteroide della fascia principale. Scoperto nel 2000, presenta un'orbita caratterizzata da un semiasse maggiore pari a 2,3855465 au e da un'eccentricità di 0,0659115, inclinata di 4,73737° rispetto all'eclittica.